# Зеркало (фильм, 1974)
«Зе́ркало» — автобиографическая кинодрама Андрея Тарковского, снятая в 1974 году.
Главным героем является умирающий поэт Алексей, который показан ребёнком и подростком, тогда как в зрелости слышен лишь его голос, а в кадре он вовсе не появляется. Все события представлены с его точки зрения. Повествование, лишённое условного сюжета, разворачивается вокруг его воспоминаний и снов, которые переплетаются с архивными кадрами исторических событий: гражданской войны в Испании, запусков первых советских стратостатов, Великой Отечественной войны, пограничного конфликта на острове Даманском. Нелинейное повествование сопровождается закадровым чтением стихотворений Арсения Тарковского. Мать режиссёра, Мария Вишнякова, исполняет роль постаревшей Марии, матери главного героя.
Ассоциативность повествования и политический контекст вызвали критику, в результате которой фильм вышел в ограниченный прокат. Впоследствии был признан вершиной творчества Тарковского и одним из лучших фильмов всех времён.

## Сюжет
Пролог. Мальчик Игнат включает телевизор и смотрит передачу, где врач помогает сильно заикающемуся подростку громко и чётко произнести: «Я могу говорить».
Далее фильм переносит в прошлое, примерно в 1935 год. Мать Алексея Мария, живя в деревне, тяжело переживает развод с мужем. Сидя на заборе неподалёку от своего дома, она встречает мимо проходящего врача. Оптимистично настроенный мужчина безуспешно пытается завести с ней разговор. После рассуждений о жизни и природе он уходит. Ближе к вечеру малолетний Алексей вместе с матерью и соседями становится свидетелями случайного пожара в сарае.
Повествование переносится в 1970-е годы. Повзрослевший Алексей помимо напряжённых отношений с престарелой матерью, также переживает разлад с бывшей женой Натальей и со своим сыном Игнатом. Из телефонного звонка Алексей узнаёт от матери, что недавно умерла её коллега.
Далее следует воспоминание об одном случае на работе у Марии: однажды в дождливый день она бежит в типографию, чтобы исправить допущенную в тексте опечатку, которая может стоить работы и даже жизни коллег. Оказывается, что опечатки не было, но переполошенная сотрудница Марии Лиза затевает с ней ссору. Она упрекает Марию в эгоизме, из-за которого от неё ушёл муж.

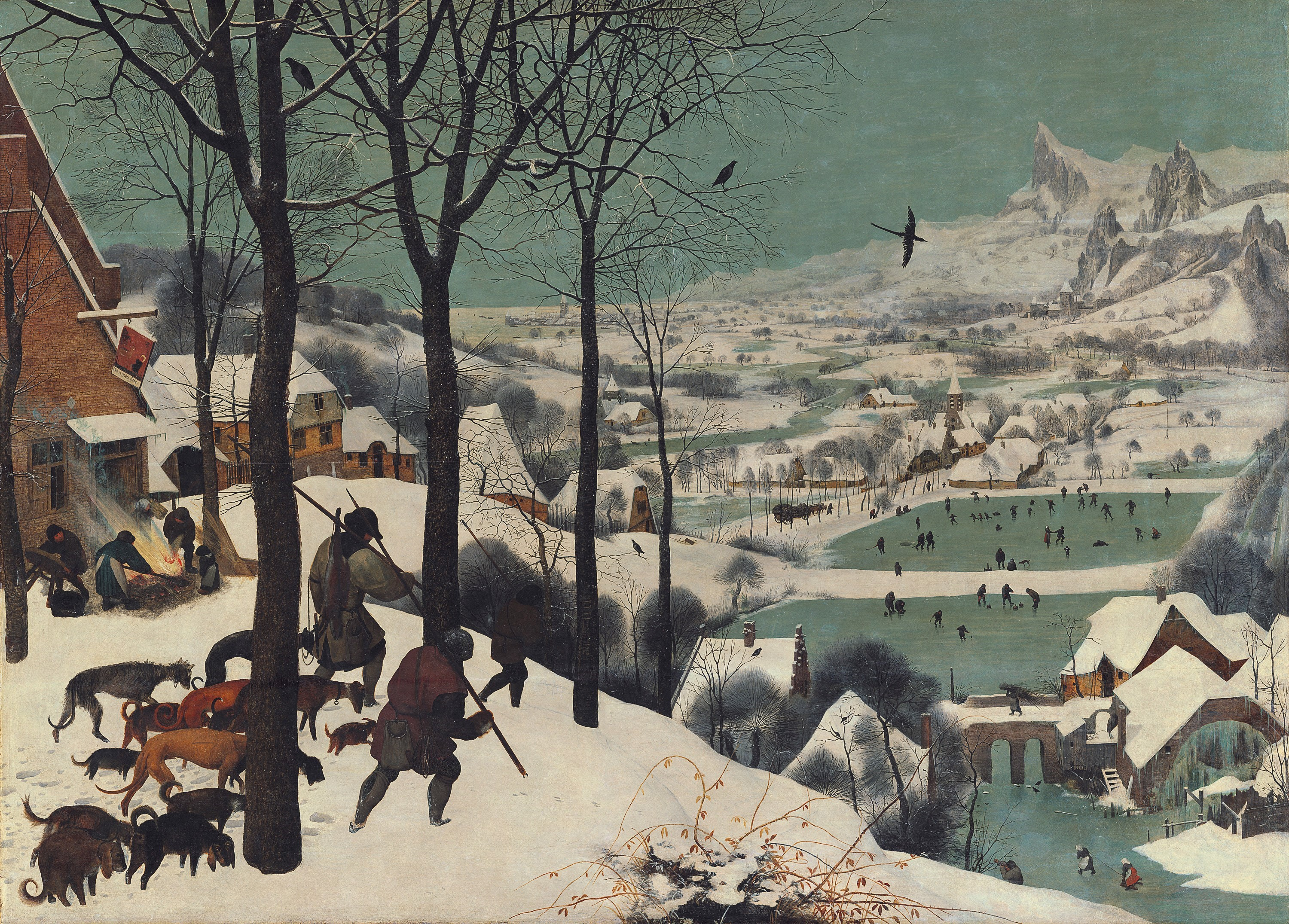
«Зимние» картины Питера Брейгеля-старшего и «Охотники на снегу» в частности стали визуальной основой одного из эпизодов фильма

1970-е годы. В то время как Игнат по просьбе странной женщины за чайным столиком читает письмо Пушкина Чаадаеву, раздаётся звонок в дверь. На пороге стоит пожилая Мария, которая, не узнав внука и подумав, что ошиблась квартирой, уходит. После этого Игнат обнаруживает таинственное исчезновение странной женщины. Вскоре мальчику звонит отец, и во время разговора с сыном Алексей вспоминает своё отрочество, которое пришлось на годы войны. Он был влюблён в местную деревенскую девушку и вместе с другими подростками учился стрельбе у сурового военрука. После войны Алексей с сестрой впервые за долгие годы воссоединяются с отцом.
Алексей ради лучшего воспитания сына предлагает Наталье снова выйти замуж или отдать Игната ему на попечение. Сам Игнат отказывается жить с отцом. Спустя некоторое время Алексей серьёзно заболевает и оказывается прикованным к постели.

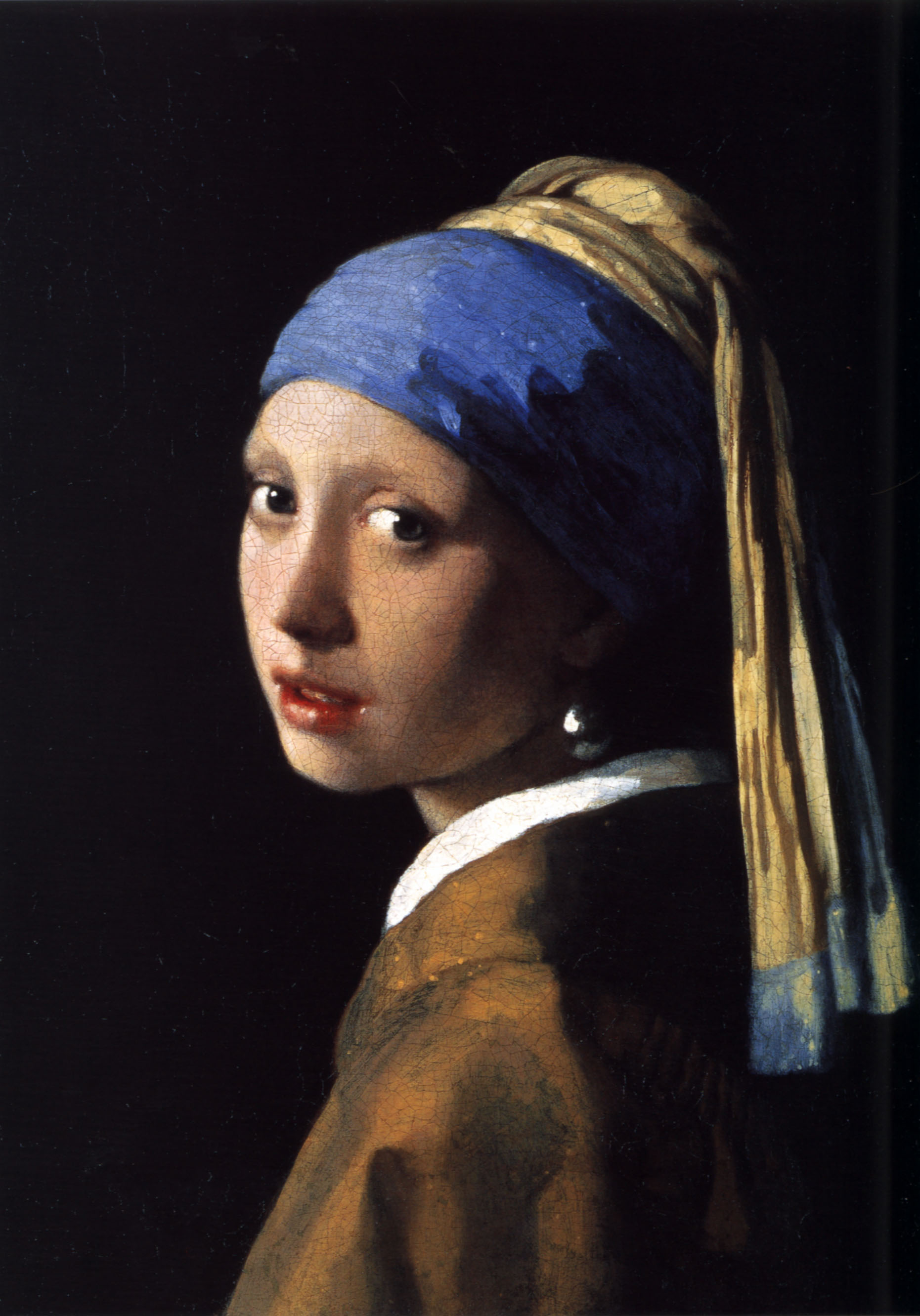
Образ Надежды в исполнении Ларисы Тарковской явно навеян картиной Яна Вермеера «Девушка с жемчужной серёжкой».

Финал переносит в счастливые воспоминания Марии о муже; одно из них — где они, лёжа на травянистом поле, ведут неторопливый разговор о ребёнке, которого только ждут (то есть об Алексее). Последние кадры показывают пожилую Марию, гуляющую с местными детьми, которые напоминают маленького Алексея с сестрой.

## В ролях
- Маргарита Терехова — Мария Николаевна, мать Алексея / Наталья, бывшая жена Алексея
- Мария Вишнякова — престарелая Мария Николаевна
- Олег Янковский — Александр, отец Алексея
- Иннокентий Смоктуновский — взрослый Алексей (голос за кадром)
- Игнат Данильцев — молодой Алексей (12 лет) / Игнат, сын Алексея
- Филипп Янковский — Алёша (5 лет)
- Андрей Тарковский — взрослый Алексей на смертном одре
- Николай Гринько — Иван Гаврилович, директор типографии
- Алла Демидова — Лизавета Павловна, сотрудница типографии
- Юрий Назаров — Широков, военный инструктор
- Анатолий Солоницын — судебный врач
- Александр Мишарин — доктор у смертного одра Алексея
- Лариса Тарковская — Надежда Петровна, хозяйка хутора
- Тамара Огородникова — соседка / странная женщина за чайным столиком
- Татьяна Решетникова — корректор в типографии
- Эрнесто Дель Боске — испанец
- Арсений Тарковский — читающий стихи (голос за кадром)

## Съёмочная группа
- Режиссёр: Андрей Тарковский
- Сценарий:
  - Александр Мишарин
  - Андрей Тарковский
- Оператор: Георгий Рерберг
- Композитор: Эдуард Артемьев
- Художник: Николай Двигубский, Нэлли Фомина (костюмы)
- Эффекты: Ю. Потапов
- Монтаж: Людмила Фейгинова
- Редактор: Лазарь Лазарев
- Директор картины: Эрнст Вайсберг

Фильм восстановлен киноконцерном «Мосфильм» в 2008 году. Материалы для восстановления были предоставлены Госфильмофондом России:
- Генеральный продюсер — Карен Шахназаров
- Руководитель работ по восстановлению фильма — Анатолий Петрицкий
- Реставрация и перезапись звука — Павел Дореули
- Колористы — Платон Лагутин, Ирина Агафонова, Анна Шурова
- Реставраторы — Владимир Солодовников, Екатерина Мотина, Наталья Чуйченко, Наталья Куликова, Ольга Макарова, Ирина Матюшина, Елена Вещева
- Электронная реставрация сделана под руководством Алексея Васина
- Сканирование и изготовление негатива — Иван Феоклистов, Сергей Кулагин
- Цветоустановщик — Вера Федотова

## История создания

### Работа над сценарием
Идея фильма «Зеркало» возникла в 1967 году после съёмок фильма «Андрей Рублёв». По воспоминаниям драматурга Александра Мишарина, на прогулке с Андреем Тарковским вдоль Измайловских прудов речь зашла о современной истории, в которой нашли бы своё отражение реалии советской действительности. При этом история во многом совпадала с реальной жизнью самого Тарковского, у которого были непростые отношения с родителями.
К сценарию «Белый, белый день» они приступили в начале 1968 года в Доме творчества кинематографистов «Репино» под Ленинградом. Сюжет рождался из воспоминаний Тарковского, из рассказанных кем-то историй, из обсуждений литературных произведений и так далее. Вначале не было никаких записей. Только после того как накопилось большое число идей и образов, авторы попытались систематизировать то, что они обсудили. Было выделено 36 эпизодов (впоследствии, учитывая метраж фильма, их число сократили до 28). После этого стали переносить сценарий на бумагу — ежедневно записывали по два эпизода, обсуждали и вносили правки. Сценарий был готов через две недели; 14 эпизодов были написаны А. Мишариным, 14 — А. Тарковским. Каждый эпизод был принят соавторами с минимумом исправлений, разногласия возникли только по одному эпизоду, который А. Мишарину пришлось переписать заново. Сценарий имел необычную форму: его построили на предполагаемом диалоге с матерью Тарковского в виде анкеты — она отвечала на вопросы о своей жизни, каждый её ответ сопровождался своеобразным кинематографическим комментарием.
С готовым сценарием А. Тарковский улетел в Москву. На студии экспериментального творческого объединения Григория Чухрая сценарий поддержали, но председатель Госкино СССР А. В. Романов был категорически против. Реализация сценария «Белый, белый день» оказалось невозможной, и А. Тарковскому пришлось обратиться к другой теме: он приступил к съёмкам фильма «Солярис».
В 1972 году председателем Госкино был назначен Ф. Т. Ермаш, и А. Тарковский получил разрешение на съёмки фильма «Белый, белый день». Перед началом работы режиссёр пересмотрел подход к сценарию, в котором диалог с матерью предполагалось снимать скрытой камерой. По словам А. Мишарина, предположив, что мать поймёт замысел сына и откажется от съёмок, А. Тарковский решил переписать сценарий, убрав из него диалог в форме анкеты с матерью перед каждым эпизодом. Более того, когда фильм был запущен в производство, сценарий постоянно менялся, съёмочная группа никогда не знала, какая именно сцена будет сниматься. Соавторы сценария перерабатывали каждую сцену накануне и приходили на съёмочную площадку с клочками бумаги, на которых был записан новый вариант эпизода. Переписывая сценарий, режиссёр старался добиться наиболее точного образа. В частности, долгое время он не мог найти связующее звено для одного из эпизодов, отклоняя все предлагаемые варианты, и только после того как А. Мишарин в беседе случайно упомянул о том, что в детстве ему на голову села птица, тут же «увидел» эпизод во всех деталях.

### Съёмки
Во время съёмок были добавлены новые эпизоды, заменившие убранное из сценария интервью с матерью, в частности была значительно расширена роль матери в исполнении М. Тереховой.
По словам Олега Янковского, часть фильма снимали в Тучкове. Небольшие эпизоды были сняты в Москве в Каланчёвском тупике.
На съёмках одного из последних эпизодов Тарковский предложил новое название — «Зеркало».

### Монтаж
Всего было снято 32 эпизода фильма. При монтаже перед сценаристом и режиссёром возникли сложности с их последовательностью. А. Тарковский предложил сделать «кассу для букв с 32 кармашками» и в каждую поместить карточку с названием эпизода: «Продажа серёжек», «Типография», «Сеанс гипноза», «Испанцы» и так далее. По воспоминаниям А. Мишарина, перекладывание карточек заняло более 20 дней — в каждом из вариантов последовательности выявлялись эпизоды, которые не вписывались в образную цепочку, не связывались и не вытекали из других эпизодов. Решение было найдено после того, как один из эпизодов вынесли в пролог. В результате последовательность всех остальных эпизодов гармонично «сложилась».
По словам монтажёра фильма Л. Фейгиновой, именно она настояла на том, чтобы эпизод «Я могу говорить», который по сценарию был внутри фильма, вынесли в пролог. Кроме того, А. Тарковский принял её предложение читать стихи на фоне кинохроники, тем самым делая их «достовернее и доступнее, а хронику — поэтичнее».

## Прокат
Премьера фильма была устроена в узком кругу. На неё пригласили Д. Шостаковича, П. Капицу, В. Шкловского, П. Нилина, Ю. Бондарева, Ч. Айтматова. Все они положительно отозвались о фильме.
Председатель Госкино СССР Ермаш после просмотра, по словам Мишарина, выдержал долгую паузу и сказал: «У нас, конечно, свобода творчества! Но не до такой же степени!» С одной стороны, в готовый фильм не внесли никаких исправлений, с другой стороны, такая реакция председателя Госкино повлияла на прокат — «Зеркало» выпустили на экран небольшим тиражом.
Ермаш дважды обещал отправить его на Каннский фестиваль, но так и не дал на это разрешения, фильм не попал и на конкурс Московского кинофестиваля. В то же время он был продан зарубежным прокатным компаниям, его показывали во Франции, Италии и других странах. В Италии «Зеркало» стало лучшим иностранным фильмом 1980 года.

## Признание
- В 1980 году фильму «Зеркало» был присуждён приз «Давид ди Донателло» за лучший иностранный фильм, показанный в Италии.
- В результате опроса 846 кинокритиков, организованного в 2012 году журналом Sight & Sound, за «Зеркало» было подано больше голосов, чем за любой другой фильм Тарковского (19-е место в итоговом списке величайших фильмов)[19]. По итогам же опроса 358 кинорежиссёров «Зеркало» заняло 9-е место[20].

## Интерпретация
- В зеркале человек видит себя. Так и в этом фильме главного героя не показывают, все события происходят так, как он их воспринимает, видит в отражении своего сознания. Именно поэтому мать и жена видятся ему как один образ, одни герои фильма иногда замещаются другими.
- В. Михалкович, «Кинотавр-96», программа «Выбор критика»: «Для меня величайший фильм „всех времён и народов“ — „Зеркало“ Тарковского. Кино в высших своих достижениях давно стало искусством, способным выражать глубочайшие философские истины. Тем самым оно сравнимо, скажем, с прозой Достоевского или драматургией Шекспира. Но нигде, ни в одном из этих достижений не показан столь впечатляюще и проникновенно, причём — чисто кинематографически, без посредства абстракций, мир за гранью „тайцзи“ — Великого предела, то есть утративший гармонию „инь“ и „ян“ — мужского и женского начал».
- Славой Жижек отметил, что сцена с опечаткой в тексте отсылает к легенде о том, как едва не вышел выпуск газеты «Правда» с ошибочным написанием имени Сталина — «Сралин»[21].

### Андрей Тарковский о своём фильме
- «В „Зеркале“ мне хотелось рассказать не о себе, а о своих чувствах, связанных с близкими людьми, о моих взаимоотношениях с ними, о вечной жалости к ним и невосполнимом чувстве долга»[22].
- «Успех „Зеркала“ меня лишний раз убедил в правильности догадки, которую я связывал с проблемой важности личного эмоционального опыта при рассказе с экрана. Может быть, кино — самое личное искусство, самое интимное. Только интимная авторская правда в кино сложится для зрителя в убедительный аргумент при восприятии»[22].
- «„Зеркало“ — антимещанское кино, и поэтому у него не может не быть множества врагов. „Зеркало“ религиозно. И, конечно, непонятно массе, привыкшей к киношке и не умеющей читать книг, слушать музыку, глядеть живопись… Никаким массам искусства и не надо, а нужно совсем другое — развлечение, отдыхательное зрелище, на фоне нравоучительного „сюжета“»[22].